# Florence Mary Taylor

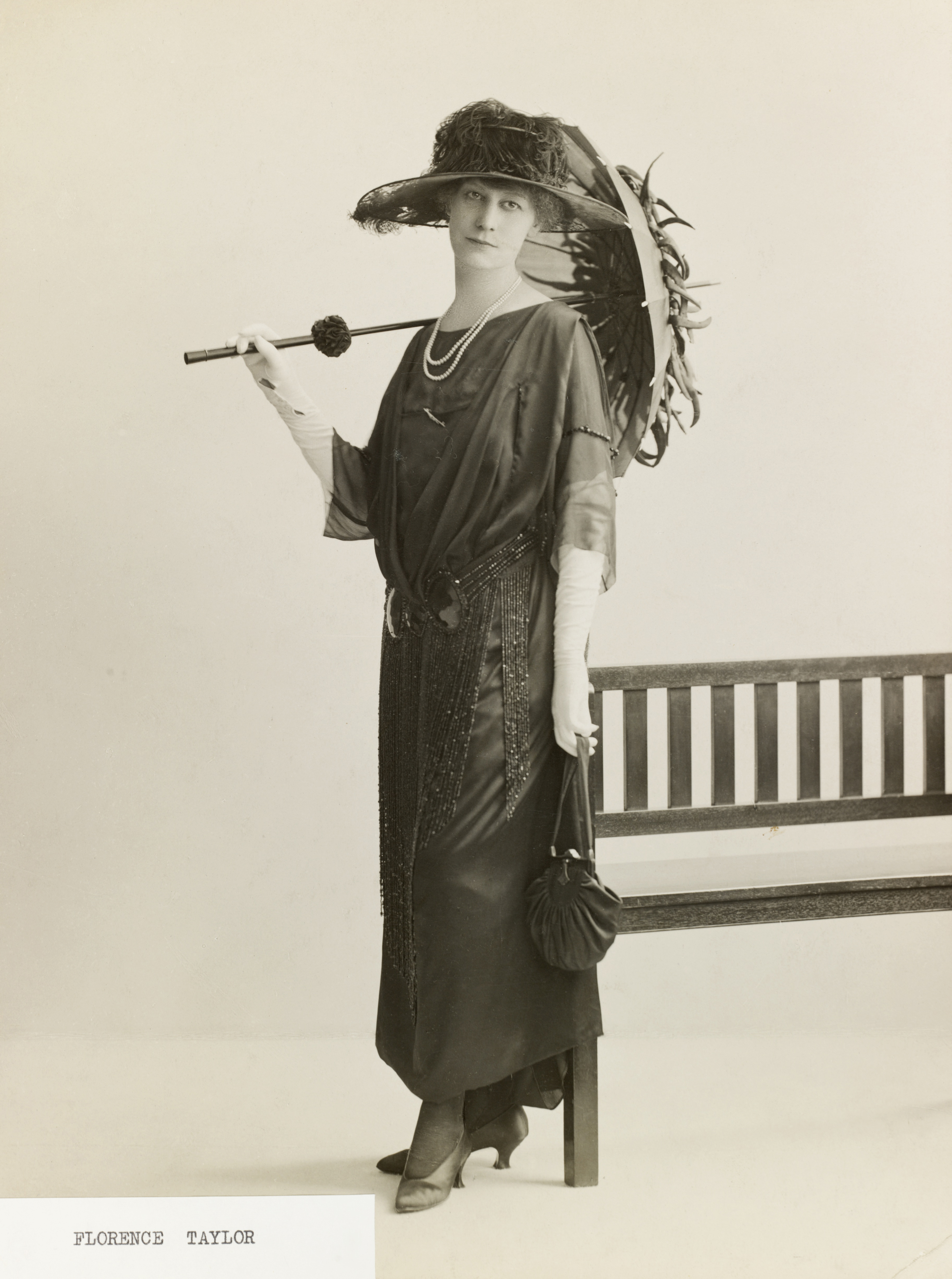
Porträt von Florence M. Taylor, um 1926.

Florence Mary Taylor CBE (* 29. Dezember 1879 als Florence Mary Taylor Parsons in Bedminster, Somerset (heute ein Teil von Bristol); † 13. Februar 1969) absolvierte als erste Frau in Australien ein Architekturstudium und war die erste praktizierende Architektin in Australien. Auch war sie 1909 die erste Frau in Australien, die in einem Schwerer-als-Luft-Flugzeug flog und wurde 1926 das erste weibliche Mitglied der britischen Institution of Structural Engineers. Sie war Verlegerin, Redakteurin und Autorin von Baufachzeitschriften, die sie 1907 zusammen mit ihrem Ehemann George gründete und nach seinem Tod 1928 bis zu ihrem Ruhestand 1961 herausgab.

## Kindheit und frühe Jugend
Taylor wurde als Tochter von John Parsons und Eliza (geb. Brooks) geboren, die sich in der Volkszählung von 1881 als Steinbrucharbeiter und Waschfrau bezeichneten. Während sie noch ein kleines Kind war, wanderte ihre Familie nach Australien aus und kam 1884 nach einem kurzen Aufenthalt in Queensland nach Sydney. Ihr Vater fand schnell Arbeit als Konstruktions-Zeichner und Büroangestellter beim Parramatta Council und auch in der Abteilung für Abwasserbau des New South Wales Department of Public Works. Laut ihrer offiziellen, wenn auch unveröffentlichten Biografie von Kerwin Maegraith, besuchte Taylor eine nahegelegene öffentliche Schule, wo sie nach eigener Aussage eine gute Ausbildung erhielt.

## Karriere
Nach dem Tod ihrer Mutter im Jahr 1896 und ihres Vaters im Jahr 1899 war Taylor gezwungen, ihren Unterhalt und den ihren beiden jüngeren Schwestern durch eine Arbeit zu finanzieren. Sie fand eine Stelle als Büroangestellte im Architekturbüro des Francis Ernest Stowe, eines Bekannten ihres Vaters, in Parramatta. Inspiriert von den Zeichnern im selben Büro, die deutlich mehr verdienten als sie selbst, schrieb sie sich in Abendkursen am Sydney Technical College ein. Nach acht Ausbildungsjahren machte sie 1907 ihren Abschluss als Architektin. 1906 hatte sie bereits einen Abschluss als Konstrukteurin und Bauingenieurin erlangt.
Während ihres Architekturstudiums wurde Taylor dem Architekten Edward Skelton Garton als Auszubildende zugewiesen. Von Garton selbst wurde sie unterstützt, das Verhalten der anderen Mitarbeiter des Büros war weniger ermutigend. Kurz nach Abschluss ihrer Ausbildung arbeitete sie in dem geschäftsträchtigen und renommierten Büro von John Burcham Clamp und berichtete, zur Chefzeichnerin ernannt worden zu sein. Clamp unterstützte sie bei einer erfolglosen Bewerbung, das erste weibliche Mitglied des NSW Institute of Architects zu werden. Später gab sie an, aufgrund einer Welle an Feindseligkeit der ausschließlich männlichen Mitglieder, die keine Frau aufnehmen wollten, „schwarzgelistet“ geworden zu sein. Nachdem das Institut eine Umstrukturierung vorgenommen hatte und die Aufnahmeprüfung abschaffte, wurde sie schließlich als erste Frau assoziiertes Mitglied, da sie „als Architektin praktizierte und derzeit Architekten in beratender Funktion unterstützt sowie bei der Produktion des The Building Magazine mithilft“. 1923 wurde sie als Vollmitglied aufgenommen.
Im April 1907 heiratete Taylor den in Sydney geborenen Künstler, Erfinder und Handwerker George Augustine Taylor in der St Stephen’s Presbyterian Church in Sydney. George Taylor hatte sie am College unterrichtet und war ein enger Freund ihres ersten Arbeitgebers Francis Ernest Stowe. Am 5. Dezember 1909 wurde Taylor zur ersten australischen Frau, die ein Schwerer-als-Luft-Flugzeug flog. In einem Gleiter, den ihr Ehemann in seiner Werkstatt in Redfern gebaut hatte, erhob sie sich in den Sanddünen von Narrabeen in der Nähe von Sydney. Die beiden hatten vielfältige Interessen und unternahmen unterschiedlichste Aktivitäten, waren aber vor allem leidenschaftlich an Architektur und Stadtplanung interessiert. Max Freeland beschrieb sie als „möglicherweise das erstaunlichste Paar in der Geschichte Australiens“.
Wenige Monate nach ihrer Hochzeit gründeten George und Florence Taylor ein Verlagshaus, Building Publishing Co. Ltd, das sich auf Baufachzeitschriften spezialisierte, angeführt vom Building Magazine. Florence redigierte drei Zeitschriften: Harmony, Young Australia und The Australian (später Commonwealth) Home. Laut dem Gartenhistoriker Richard Aitken wurde „Gartengestaltung, obwohl sie das Building Magazine nicht ausdrücklich behandelte, dennoch als integraler Bestandteil des Designs angesehen, sowohl die Grundstücksgestaltung als auch das öffentliche Grün“. Taylors persönliche Assistentin war Mary Emily Haworth (1901–1998), die den Journalisten John Canner (1882–1978) bei Building Ltd kennenlernte und später heiratete.
In den Jahren nach ihrer Heirat lebten die Taylors in der Bannerman Street, Cremorne, in einem Haus, das von dem innovativen Architekten Henry Austin Wilshire entworfen wurde, bevor sie in ein Apartment in der Loftus Street, in Sydney, zogen, wo sich auch ihr Verlag befand. 1913 waren sie Gründungsmitglieder der Town Planning Association of New South Wales, und Florence war viele Jahre lang Sekretärin der Organisation.
Nach dem plötzlichen Tod ihres Mannes, der 1928 in seiner Badewanne bei einem epileptischen Anfall ertrank, führte Taylor das Verlagshaus weiter. Sie musste zwar acht der elf Zeitschriften einstellen, behielt aber Building (später Building, Lighting and Engineering) (1907–72), Construction (1908–74) und den Australasian Engineer (1915–73) und redigierte die Zeitschriften selbst. Nach dem Zweiten Weltkrieg konnte sie erheblich expandieren. Sie gab darüber hinaus Stadtpläne heraus. Auf ihren Reisen nach Asien, Amerika und Europa sammelte sie Eindrücke zum Thema Stadtplanung, die sie in ihren Schriften und Reden verarbeitete. 1959 veröffentlichte sie ein Buch über Stadtplanung, verfasst von ihrem Mitarbeiter J. M. Giles, mit dem Titel Fifty Years of Town Planning with Florence M. Taylor. Taylor wurde 1939 zum Officer of the Order of the British Empire ernannt und 1961 zum Commander dieses Ordens befördert.

## Ruhestand und Tod
Taylor ging 1961 im Alter von 81 Jahren in den Ruhestand und lebte in Potts Point. Dort starb die Anglikanerin am 13. Februar 1969. Sie wurde eingeäschert. Ihr Nachlass wurde für die Nachlassabwicklung auf 226.281 Dollar geschätzt.

## Vermächtnis und Ehrungen
In einigen der zahlreichen Interviews zu ihrer Lebensgeschichte erzählte Taylor, dass sie während ihrer Zeit als Architektin zwischen 1900 und 1907 bis zu 100 Häuser in Sydney entworfen habe. Obwohl sie keine genauen Aufzeichnungen zu den Standorten hinterließ, wurden einige ihrer Werke inzwischen dokumentiert. 1907 arbeitete sie mit ihrem Arbeitgeber John Burcham Clamp am Farmers Department Store in der Pitt Street in Sydney. Es ist wahrscheinlich das erste Beispiel für Gewerbearchitektur in Sydney, das von einer Frau geschaffen wurde. Ebenfalls 1907 steuerte sie eine Perspektivzeichnung für den Gewinnerentwurf des Commercial Traveller's Building in Sydney bei. Das Gebäude wurde in den 1970er Jahren rückgebaut und durch das MLC Centre ersetzt. Sie gewann 1907 Preise in mehreren Architekturkategorien der First Australian Exhibition of Women's Work in Melbourne. Ihr preisgekrönter Entwurf für eine Küche wurde im November 1907 in der Zeitschrift des NSW Institute of Architects veröffentlicht. Ihr mit dem zweiten Preis ausgezeichneter Entwurf für ein Ferienhaus am Meer wurde erst 50 Jahre später, am 24. Dezember 1958, in ihrer Zeitschrift Construction veröffentlicht. Weitere Häuser werden Taylor zugeschrieben, wie das Haus in der Florence Street 12, Cremorne, das Hogue House in der Kareela Road, Cremorne, und ein Haus, das in den 1920er Jahren für ihre Schwester Annis in der Thomas Street, Roseville, gebaut wurde.
Taylors Nachlass als Stadtplanerin ist umfangreicher. Im Laufe ihrer Karriere entwickelte sie Stadtplanungskonzepte, die in ihren Zeitschriften und in der Monografie Fifty Years of Town Planning with Florence Taylor (ca. 1959) veröffentlicht wurden. Viele der Ideen, die sie für Sydney propagierte, wurden in den letzten Jahrzehnten verwirklicht, darunter ein Tunnel unter dem Hafen, eine Umgehungsstraße für die östlichen Vororte, der Bau von „doppelstöckigen Straßen“ wie der Victoria Street-Überführung über die William Street in Kings Cross. Sie setzte sich für Wohnungsbau ein, insbesondere in hafennahen Gegenden wie Woolloomooloo und Nord Sydney, warb für flexiblere, gemischte Nutzungszonen (einschließlich längerer Ladenöffnungszeiten) um Sydney attraktiver für den Tourismus zu machen. Sie sah die Notwendigkeit, Bäume zu erhalten und zu pflanzen. Andere Ideen erwiesen sich als unpopulär oder falsch, wie ihr Wunsch, die Hyde Park Barracks abzureißen oder Hubschrauberlandeplätze im Stadtzentrum zu bauen. Ihre Prognose, das Sydney Opera House würde ein Fehlschlag, erwies sich als nicht richtig.
Taylor war eng in den Arts Club, den Royal Aero Club of New South Wales, die Society of Women Writers, den New South Wales-Zweig der Australian Forest League, die Australian-American Association, die Royal Empire Society und den Bush Book Club eingebunden.
Der Vorort Taylor in Canberra wurde nach ihr benannt, ebenso wie mehrere professionelle Auszeichnungen, darunter die „Florence M. Taylor Medallion“ der Master Builders Association of Victoria und der „Florence Taylor Award“ des Queensland-Zweigs des Australian Institute of Building. Die Florence Taylor Street im Canberra-Vorort Greenway ist ebenfalls nach ihr benannt.
1930 stiftete Taylor auch die George A. Taylor Memorial Medal zusammen mit der Master Builders Federation of Australia. Diese Medaille wird jährlich dem Gewinner des „Building Construction Prize for completion among Technical Schools throughout the Commonwealth“ verliehen.
Die Biografie „Florence Taylor's Hats: Designing, Building and Editing Sydney“ von Bronwyn Hanna und Robert Freestone wurde 2008 von Halstead Press veröffentlicht.
Seit 2006 ziert ihr drei Stockwerke hohes Porträt ein Apartmentgebäude, das zur Sydney Central Station zeigt und sie als Australiens erste Architektin würdigt. Obwohl dieses Porträt auch ein Foto der nahen gotischen Mortuary Station zeigt, wurde dieses Gebäude zehn Jahre vor Taylors Geburt fertiggestellt, entworfen vom damaligen Regierungsarchitekten James Barnet. Es gibt keine bekannte Verbindung zwischen Taylor und dem Gebäude.
Anfang 2019 startete die Master Builders Association of NSW in Zusammenarbeit mit News Ltd die Zeitschrift Florence, „gewidmet den Frauen, die in der Bauindustrie arbeiten und dazu beitragen. [Sie] hebt die vielen Rollen hervor, die Frauen in der Branche spielen, und erzählt ihre Geschichten.“ Ausgabe 1 erklärt, dass Florence Taylor die Inspiration hinter der Zeitschrift war und enthält eine kurze Biografie von ihr.
Ein Porträt von Taylor von Jerrold Nathan befindet sich in der Mitchell Library, Sydney.

## Auszeichnungen
Florence Mary Taylor wurde 2001 in die Victorian Honour Roll of Women aufgenommen.